# زجاج فائق
الزجاج الفائق هو زجاج له عدة أنواع منها: الفائق في المرونة والفائق في الصلابة والزجاج الفائق كحالة للمادة معني فائق هو أنه يؤدي هذا الشئ أفضل من غيره.

## زجاج فائق الصلابة
طور العلماء مؤخرا زجاج فائق الصلابة مصنوع من اكسيد الألمونيوم «الألومنيا» هو عبارة عن مادة نحيفة وصلبة في نفس الوقت. إذا نجحوا في تسويق هئا المنتج سوف يعزز هذا من صلابه الزجاج المسخدم في المباني والسيرات والموبيلات.

## تكوين الزجاج فائق الصلابة
ينتمي هذا الزجاج الي فئه زجاج الاوكسيد هذه الفئة غالبا تتألف من ثاني أكسيد السيليكون ولكن الألومنيا تعزز من متانته. قد حاول العلماء قبل هذا زياده كميه الألومنيا ولكن لم يستطيعوا لأنه يسبب بلورة للمزيج عندما يحتك بجوانب الحاويه الخاصة به. ولكن قد استخدم اتسونوبو ماسونو من معهد العلم الصناعي بجامعه طوكيو وزملائه غاز الاكسجين حيث دفعوا به المكونات في الهواء ثم استخدموا اشعه الليزر لصهرها. قد نتج عن هذا تشكيل زجاج عديم الون شفاف شديد الصلابة.
قد أعطت معامل يونغ التي تقيس مدي الصلابة المادة أنها أكبر من صلابه بعض المعادن وأقتربت في الصلابة من ماده الفولاذ واظهر اختبار "فيكرز" للصلاده ان هذا الزجاج قد سجل أعلي القيم التي سجلت لانواع زجاج الاكسيد.
قد قال الدكتور ماسونو لصحيفه «أساهي شمبون» اليابانيه: «سنجد طريقه لانتاج المادة الجديده قريبا بكميات كبيره. اننا نسعي الي تسويق هذه التقنية خلال خمس سنوات».

## زجاج فائق المرونة
كشفت كورنينج التي تعمل في مجال تصنيع الزجاج عن نمذج لتقنيه الزجاج فائق المروونه حيث كالورقة مع احتفاظه بخصائص المادة الزجاجيه.

## تكوين الزجاج فائق المرونة
حاول الباحثون كثيرا لتصنيع الياف زجاجيه معدنيه فائقه الدقة. وقد حدث تقدم في هذا المجال منئ حوال 10 سنوات حيث اخترع العلماء هذه المواد ع شكل رقاقات دقيقه وكانت الاستخدامات في هذا المجال واسعه جدا الا ان عيبه هو الهشاشة الشديده. ولتحسين هذا العيب العلماء كانوا يضيفون جزيئات نانويه خاصه الي تركيب الرقاقات الزجاجيه جيث ان التشقق الناشئ في هذا المواد ينتشر ويتوقف عندما يصل الي نقطه الالتقاء بجزيئات نانويه. وبما ان هذه الجزيئات النانويه غاليه جدا فقد أخذوا يبحثون عن حل اخر ومن هنا ونتيجه للعديد من التجارب توصلوا الي زجاج مصنوع من خليطه مصنوعه من الزكونيوم والالمنيوم والنحاس والنيكل.
الخاصية الاساسيه في هذه المادة ان بنيتها تحتوي علي توزيعات لمناطق صلبه وكثيفه في محيط من المناطق الرخوه والاقل كثافه ولهذا السبب فلايظهر تشققات كبيره عند طيه وانما مجموعه من النشققات الدقيقة. فهو يجعل القوه تتوزع مما يجعلها اكتر مرونة من غيرها.

## الزجاج الفائق كحالة للمادة
حصل باحثو جامعة كورنيل روبرت ريتشاردسون وديفيد لي ودوجلاس أوشيروف على جائزة نوبل لاكتشافهم حالة السائل الفائق للهيليوم-3. في الصلب، ترتبط الذرات ببعضها في بنية بلورية منتظمة كما يعرفها العلماء، وفي المائع، تتحرك الذرات بِحُرية، الزجاج هو مائع يتدفق ببطء شديد ما يجعله يبدو صلبًا. راقب نافذتك لبضع مئات الأعوام، ستلاحظ أنها بدأت في الارتخاء.
على الرغم من النظرية القائلة بأن الهيليوم قد يكون صلبًا فائقًا كان موجودًا لسنوات، قُدِّم أول دليل عظيم يُعتَد به في تجربة عام 2004 التي أجراها موسى تشان في جامعة ولاية بنسلفانيا. هناك وضع الباحثون اسطوانة صغيرة من الهيليوم المجمَّد في مُذبذب فتل، الذي يدور بسرعة إلى الأمام والخلف، مثل محرك الغسالة، يعتمد التردد الرنان للمذبذب على الكتلة التي يحاول تحريكها إلى الأمام والخلف، وتوصّل الباحثون إلى أنه تحت درجة حرارة حرجة، تختفي بعض كتلة الهيليوم.
تخيل إمساك بيضة عموديًا في يدك وثني معصمك ذهابًا وإيابًا. لا توجد مقاومة كبيرة لأن الداخل مائع (سائل) وينزلق في الأنحاء، اسلق البيضة وستشعر أن كل كتلتها تقاوم، الآن افترض أن البيضة المسلوقة قررت ألّا تقاوم: إنه أمر شاذ، لن يحدث ذلك مع البيض، لكنه يحدث مع الهيليوم الصلب قرب الصفر المطلق.
هناك طريقة واحدة لشرح ذلك من زاوية مبدأ عدم اليقين لهايزنبرج: لا يمكننا معرفة موقع جسيم وسرعته بدقة كبيرة؛ فإذا ما أحطنا بأحدهما، يقل علمنا بالآخر، ولا تتحرك الذرات قرب الصفر المطلق بسرعة كبيرة، ثم يصبح موقعها فضفاضًا للغاية، تتراكب العديد من ذرات الهيليوم بشكل كبير لأنها تسلك سلوك ذرة مفردة وهي حالة من المادة تعرف باسم تكاثف بوز-أينشتاين، التي تكون غير متأثرة بأي شيء حولها وعديمة الاحتكاك بشكل أساسي.
استخدم فريق ديفيس أدواتٍ تشبه تلك التي استخدمها تشان، لكنهم سخّنوا العينة لنطاق من درجات الحرارة قرب الصفر المطلق حتى 300 ميللي كلفن (جزء من الألف من درجة الحرارة فوق الصفر المطلق). بعد كل عملية تسخين يراقبون مدى تغيّر التردد الرنان للمذبذب على مدار عدة ساعات، وبشكل أساسي قياس المدى الذي استغرقته المادة لإعادة التجمد، وإنّ ما توصلوا إليه كان مُتّسقًا مع المادة التي أصبحت أكثر فأكثر شبيهة بالزجاج كلما رُفِعت درجة الحرارة، أكثر من شيء يستجيب مثل مادة صلبة بلورية.
يشبّه ديفيس التأثير ببرهنة نفخ الزجاج، يبدو الزجاج في درجة حرارة الغرفة صلبًا للغاية، يبدأ عند 1500 درجة مئوية في الذوبان والتدفق على سرعات مرئية للبشر، وكلما ارتفعت درجة الحرارة يتدفق بحرية أكبر، واعتماد خصائص التدفق الفائق هذه على درجة الحرارة يمكن استخدامه لتمييز الزجاج من البِلّور، وفق ما شرحه ديفيس.
يقارن ديفيس تسخين الزجاج بتسخين الألماس، الذي يظل بلورًا منتظمًا مهما بلغت سخونته، حتى يصل إلى درجة الذوبان (3550 درجة مئوية)، فتحت درجة الذوبان لن تشاهد أي تغيرات بطيئة على مر الوقت بعد التسخين. كانت المفاجئة الثانية أنه فقط عندما تجمد خصائص شبيه الزجاج تظهر إشارة التدفق الفائق عديم الاحتكاك المكتشفة من قبل تشان، قال ديفيس: «إنه مثير للاهتمام لا لأنه يبدو شبيهًا بالزجاج فقط ولا لأنه يوضح إشارة تشان لكن لأنه يوضح العلاقة بين الاثنين، إننا نقول: أنه عند تجميد هذا الزجاج، يبدأ المائع الفائق في الحركة، ويمكن تسمية مثل هذه الحالة بالزجاج فائق».